# Cremnops schubotzi
Cremnops schubotzi är en stekelart som beskrevs av Szepligeti 1915. Cremnops schubotzi ingår i släktet Cremnops och familjen bracksteklar. Inga underarter finns listade i Catalogue of Life.